# ハールク (補給艦)
ハールク（英語: IRIN Kharg, 431、ペルシア語: خارک、カーグの表記もある）は、イラン・イスラム共和国海軍（以下、イラン海軍）の補給艦である。
艦名はペルシャ湾に浮かぶイラン領の島、ハールク島（カーグ島）に由来する。

## 来歴
本艦は、パフラヴィー朝時代の帝政イラン海軍によってイギリスに発注され、同国海軍のオル型給油艦を基に建造された。
1978年に竣工したが、同年1月からのイラン革命による混乱の結果、イラン海軍への引き渡しは1984年までずれ込んだ。
2012年2月18日には、「ハールク」がスエズ運河を経由してシリアへの親善訪問へ向かったことが報じられた。
2021年6月2日、オマーン湾で火災を起こし、イラン南部ジャースクの沖合で沈没した。ロシア海軍との合同演習に向かっていた途中で400名の候補生が便乗しており、乗組員33名が負傷したと報じられている。